# Джелетовці
Джелетовці (хорв. Đeletovci) — населений пункт у Хорватії, у Вуковарсько-Сремській жупанії у складі громади Ніємці.

## Населення
Населення за даними перепису 2011 року становило 511 осіб.
Динаміка чисельності населення поселення:

## Клімат
Середня річна температура становить 11,19 °C, середня максимальна – 25,54 °C, а середня мінімальна – -5,97 °C. Середня річна кількість опадів – 678 мм.
| Клімат поселення                              | Клімат поселення | Клімат поселення | Клімат поселення | Клімат поселення | Клімат поселення | Клімат поселення | Клімат поселення | Клімат поселення | Клімат поселення | Клімат поселення | Клімат поселення | Клімат поселення | Клімат поселення |
| Показник                                      | Січ.             | Лют.             | Бер.             | Квіт.            | Трав.            | Черв.            | Лип.             | Серп.            | Вер.             | Жовт.            | Лист.            | Груд.            |                  |
| Середній максимум, °C                         | 5,98             | 8,04             | 12,63            | 17,36            | 22,70            | 25,54            | 25,28            | 25,05            | 21,12            | 15,57            | 9,58             | 5,66             |                  |
| Середня температура, °C                       | 0,00             | 2,08             | 6,67             | 11,38            | 16,74            | 19,57            | 21,19            | 21,00            | 17,05            | 11,51            | 5,50             | 1,59             |                  |
| Середній мінімум, °C                          | −5,97            | −3,9             | 0,67             | 5,40             | 10,76            | 13,58            | 17,18            | 16,92            | 12,98            | 7,47             | 1,47             | −2,5             |                  |
| Норма опадів, мм                              | 43               | 39               | 42               | 54               | 62               | 88               | 69               | 62               | 51               | 54               | 61               | 53               |                  |
| Середньомісячна швидкість вітру, м/с          | 2.11             | 2.34             | 2.72             | 2.61             | 2.34             | 2.12             | 2.10             | 1.94             | 1.90             | 2.06             | 2.13             | 2.14             |                  |
| Середньомісячна сонячна радіація, кДж/м²·день | 4403             | 7130             | 11167            | 15634            | 19384            | 21597            | 22465            | 20414            | 15126            | 9595             | 4986             | 3634             |                  |
| --------------------------------------------- | ---------------- | ---------------- | ---------------- | ---------------- | ---------------- | ---------------- | ---------------- | ---------------- | ---------------- | ---------------- | ---------------- | ---------------- | ---------------- |
| Джерело:                                      |                  |                  |                  |                  |                  |                  |                  |                  |                  |                  |                  |                  |                  |